# Marie (polska piosenkarka)
Marie (spotykany zapis stylistyczny: marie), dawniej Yujol (styl. YUJOL) lub Yujøl (styl. YUJØL), właściwie Julita Maria Kusy (ur. 11 września 1999 w Bychawie) – polska piosenkarka, kompozytorka i autorka tekstów, członkini duetu Promyk.

## Życiorys

### Rodzina
Julita Kusy ma jedną siostrę: Elizę (ur. 16 lipca).

### Edukacja
Marie jest absolwentką Liceum Ogólnokształcącego im. Ks. Antoniego Kwiatkowskiego w Bychawie. W młodości występowała w wielu konkursach literackich i recytatorskich, w części z nich zwyciężając.
Od 2018 roku Julita Kusy studiuje Produkcję Medialną na Wydziale Politologii i Dziennikarstwa Uniwersytetu Marii Curie-Skłodowskiej w Lublinie. Równocześnie uczy się w Lubelskiej Szkole Jazzu i Muzyki Rozrywkowej.

### Kariera muzyczna
2016–2018
Pierwszy utwór w serwisie YouTube opublikowała w 2016 roku: był to cover utworu „Sweater Weather” od The Neighbourhood.
W 2017 roku zaczęła prowadzić kanał w serwisie SoundCloud (jako Yujøl).
Pierwszy utwór opublikowała na początku 2018 roku, „Shattered”. 15 lutego pojawiła się na albumie Synesthesia 3.0, śpiewając 1. utwór krążka, pt. „Już zawsze”, wraz z Blankiem (styl. blanku).
W tym roku wydała 3 single jako Yujol: „Motyl”, „Weź mnie na plażę” oraz „Laleczka z porcelany”. Teledysk do trzeciego z utworów zdobył prawie pół miliona wyświetleń w serwisie YouTube.
Opublikowała także utwór „Igloo”, który w 2021 roku wszedł w skład albumu Cafe Mari.
2019
W tym roku nagrała 4 single jako Yujol: „21 warstw”, „Podpisano ja”, „Kompot” oraz „Będzie dobrze”. Dwa ostatnie mają teledysk.
Pierwsze odtworzenia utworów Marie były już w 2019 roku w radio MC Radio.
W 2019 roku w serwisie Spotify miała prawie 45 tysięcy odtworzeń.
2020
Na początku roku wydała (jeszcze jako Yujol) singiel „Na bulwarze”. Następnie zmieniła pseudonim na „marie”, usuwając audio wszystkich wcześniejszych singlów z serwisów streamingowych. Pozostawiła jedynie teledyski do utworów.
Pierwszym singlem jako „marie” był „Miód”. Teledysk piosenkarka opublikowała już 1 marca 2020. Powstał on z zapętlonej 4-sekundowej sceny. Sam singiel został wydany 5 czerwca w formacie digital download, streaming. Promował on minialbum Candybar.
Kolejny, „Matka Polka”, okazał się przebojem i dostał się na szczyt Lublisty Polskiego Radia Lublin. Utwór pojawił się także na antenie Radia Freee. W tym okresie wokalistka zyskała na popularności; została opisana przez wiele serwisów muzycznych.
5 czerwca wydała trzeci i zarazem ostatni singiel promujący Candybar – „Chewing Gum”. Dostał się on do najpopularniejszej polskiej playlisty w serwisie Spotify: New Music Friday. Reprezentował on Polskę w 362. edycji Internetowego Konkursu Piosenki „EuroSongs” w 2021 roku, gdzie zajął 6. pozycję.
19 czerwca 2020 roku wydała swój debiutancki minialbum Candybar. Utwory z tego krążka premierowo wykonała w Muszli Koncertowej Ogrodu Saskiego w Lublinie.
W tym roku wydała jeszcze 5 singli: „Tulaj”, Cotton Candy”, „Dystans” (z Refritem), „Pan XYZ” oraz „Dżinsy”. Ostatni z nich promował drugi minialbum Marie pt. Cafe Mari. Z utworem „Dżinsy” wystąpiła również na scenie programu Dzień Dobry TVN. Od 17 grudnia pisze również opowiadania mające związek z jej utworami na oficjalnej stronie internetowej artystki.
2021

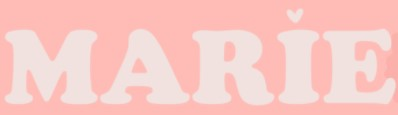
Logo Marie

15 stycznia 2021 roku Marie wydała singiel „Zero Calorie Cookie”. Następnie opublikowała teledysk do piosenki. Za jego produkcję odpowiedzialne było Alibi Studio. Do 12 września 2021 teledysk został wyświetlony prawie 22 milionów razy. Dostał się tym samym na listę najczęściej odtwarzanych teledysków w Polsce. W serwisie Spotify został odtworzony prawie pół miliona razy. Piosenka okazała się przebojem: dostała się do list streamingowych w Polsce, Czechach i Irlandii oraz do propozycji Gorącej 20 Radia Eska
Kolejnie wydała singiel „Papieros” wraz ze Stykiem.

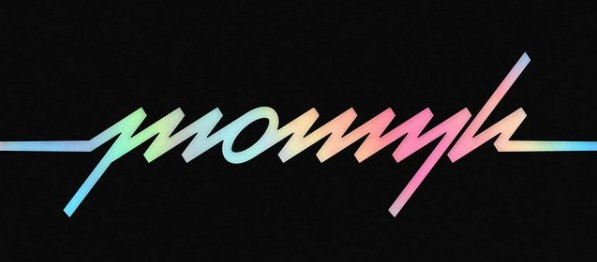
Logo duetu Promyk

19 maja wydała singiel „Dzwoń”, w ramach duetu Promyk (drugą osobą w zespole jest Producent Adam). Z powodu problemów technicznych premiera teledysku do utworu została przełożona na 24 maja 2021 roku. Utwór dostał się do polskiej listy przebojów iTunes.
13 maja tego samego roku rozpoczęła się przedsprzedaż reedycji minialbumu Candybar w formacie CD, z nową okładką i dwoma premierowymi utworami. W czerwcu i lipcu 2021 Marie opublikowała pięcioodcinkowy autorski program pt. „#SoMarie” (styl. „#somarie”). 16 lipca wydała singel „Tum tum tum”, do którego powstał teledysk „z rąsi”.
17 listopada Marie ukazała na swoim kanale YouTube teledysk do piosenki „Haribo”. Opowiada o randce Pana Bezbarwnego i bohaterki Babyhands. Tytuł utworu nawiązuje do żelków Haribo. Promuje on debiutancki album artystki pt. Babyhands.
W grudniu 2021 roku wydała świąteczny utwór „Pada” wraz z zimowym teledyskiem „Pada (wild santa version)”.
2022
14 stycznia 2022 wydała singiel „Do dna” wraz z teledyskiem. Utwór dostał się do zestawienia airplay Programu III Polskiego Radia. Następnie opublikowała singiel „Ciepło-Zimno” wydany we współpracy z Luną. Jak artystka podkreślała, jest to jej najlepsza kompozycja. 25 lutego został wydany pierwszy pełny album artystki Babyhands. W związku z inwazją Rosji na Ukrainę artystka ogłosiła, że pieniądze ze sprzedaży albumu zostaną przeznaczone na pomoc potrzebującym Ukraińcom.
Następnie wydała singel „Ciepło-zimno”, który powstał we współpracy z Luną. Do końca tego roku wydała jeszcze 10 singli oraz minialbum Choc, który dostał się na szóste miejsce wśród najczęściej odtwarzanych albumów w iTunes w Holandii.
2023
Pierwszym singel Marie w 2023 roku został „Full-time” zapowiadający drugi album studyjny oraz trasę koncertową Handmade. Dla tej trasy koncertowej, obejmującej 6 występów od maja do czerwca 2023 zrezygnowała ze zgłoszenia do polskich preselekcji do 67. Konkursu Piosenki Eurowizji Tu bije serce Europy! Wybieramy hit na Eurowizję!.

### Życie prywatne
Marie mieszka w Lublinie. Posiada psa Narcyza (ur. 2020).

### Działalność pozamuzyczna
Poza muzyką Marie publikuje materiały w serwisie TikTok. W marcu 2023 roku miała prawie 80 tysięcy obserwujących osób, ponad milion polubień oraz ponad 10 tysięcy komentarzy. Jej filmy obejrzano ponad 26,4 miliona razy.

## Styl muzyczny
Artystka nagrywa muzykę z gatunków pop, indie pop, muzyka alternatywna, oraz bubblegum pop. Dawniej nagrywała także R&B, hip-hop i rap. Sama swój gatunek określa jako sugar pop. W swoich utworach porusza tematykę miłości, a także zagubienia, które towarzyszy temu uczuciu. W jej piosenkach pojawia się seksualność, jednak jak ocenia autorka, podchodzi do tego tematu „trochę z przymrużeniem oka i poczuciem humoru”. Posiada delikatną barwę głosu.

## Odbiór
Marie w swoich utworach z minialbumu Cafe Mari porównywana jest do Sanah i jej albumu studyjnego Królowa dram.

## Thecutestlabel
Marie w marcu 2020 roku stworzyła wytwórnię płytową Thecutestlabel (styl. thecutestlabel). Od tego czasu firma dystrybuuje wszystkie single i albumy Julity Kusy, a w 2022 do artystów wytwórni dołączyła Zuza.

## Dyskografia

### Albumy studyjne
| Rok  | Dane dot. minialbumu                                                                                     | Lista utworów | Najwyższe pozycje na listach | Najwyższe pozycje na listach |
| Rok  | Dane dot. minialbumu                                                                                     | Lista utworów | OLiS                         | Empik                        |
| ---- | --- | --- | ---------------------------- | ---------------------------- |
| 2022 | Babyhands - Wydany: 25 lutego 2022 - Wytwórnia: Thecutestlabel - Format: Digital download, streaming, CD | \| Nr \| Tytuł utworu \| Długość \| \| --- \| ---------------------------------------------------------- \| ------- \| \| 1. \| „Walc (amen, papa)” \| 3:24 \| \| 2. \| „Racuchy” \| 2:41 \| \| 3. \| „Ciepło-Zimno” (oraz Luna) \| 2:58 \| \| 4. \| „Haribo” \| 3:01 \| \| 5. \| „Najpiękniejszy mebel” \| 3:03 \| \| 6. \| „Piniata” \| 3:34 \| \| 7. \| „Babyhands” \| 3:05 \| \| 8. \| „Krzyżówki” \| 3:32 \| \| 9. \| „Do dna” \| 3:02 \| \| 10. \| „Zabawa” \| 3:53 \| \| 11. \| „Nieładnie” (*jedynie w wersji fizycznej w przedsprzedaży) \| 2:50 \| \| \| \| 35:03 \| | 7                            | 16                           |
| Nr   | Tytuł utworu                                                                                             | Długość |                              |                              |
| 1.   | „Walc (amen, papa)”                                                                                      | 3:24 |                              |                              |
| 2.   | „Racuchy”                                                                                                | 2:41 |                              |                              |
| 3.   | „Ciepło-Zimno” (oraz Luna)                                                                               | 2:58 |                              |                              |
| 4.   | „Haribo”                                                                                                 | 3:01 |                              |                              |
| 5.   | „Najpiękniejszy mebel”                                                                                   | 3:03 |                              |                              |
| 6.   | „Piniata”                                                                                                | 3:34 |                              |                              |
| 7.   | „Babyhands”                                                                                              | 3:05 |                              |                              |
| 8.   | „Krzyżówki”                                                                                              | 3:32 |                              |                              |
| 9.   | „Do dna”                                                                                                 | 3:02 |                              |                              |
| 10.  | „Zabawa”                                                                                                 | 3:53 |                              |                              |
| 11.  | „Nieładnie” (*jedynie w wersji fizycznej w przedsprzedaży)                                               | 2:50 |                              |                              |
|      | | 35:03 |                              |                              |

### Minialbumy
| Nr | Tytuł utworu   | Długość |
| -- | -------------- | ------- |
| 1. | „Miód”         | 3:42    |
| 2. | „Matka Polka”  | 2:50    |
| 3. | „Chewing Gum”  | 3:00    |
| 4. | „Słony karmel” | 3:32    |
| 5. | „Wata”         | 3:44    |
|    |                | 16:48   |

| Nr | Tytuł utworu          | Długość |
| -- | --------------------- | ------- |
| 1. | „Dżinsy”              | 3:20    |
| 2. | „Red Velvet Cupcake”  | 3:40    |
| 3. | „Zero Calorie Cookie” | 2:52    |
| 4. | „Igloo”               | 3:39    |
| 5. | „Pistacjowe latte”    | 2:44    |
|    |                       | 16:15   |

| Nr | Tytuł utworu          | Długość |
| -- | --------------------- | ------- |
| 1. | „Welcome To My Party” | 2:04    |
| 2. | „Strawberry Sauce”    | 2:57    |
| 3. | „Anon69”              | 2:44    |
| 4. | „Choc”                | 2:51    |
| 5. | „Cztery pory roku”    | 3:05    |
|    |                       | 13:41   |

### Reedycje
| Nr | Tytuł utworu   | Długość |
| -- | -------------- | ------- |
| 1. | „Miód”         | 3:42    |
| 2. | „Matka Polka”  | 2:50    |
| 3. | „Chewing Gum”  | 3:00    |
| 4. | „Słony karmel” | 3:32    |
| 5. | „Wata”         | 3:44    |
| 6. | „Honey”        | 3:42    |
| 7. | „Cotton Candy” | 3:40    |
|    |                | 24:10   |

| Nr | Tytuł utworu                               | Długość |
| -- | ------------------------------------------ | ------- |
| 1. | „Piniata (Lo-Fi Version)”                  | 4:00    |
| 2. | „Najpiękniejszy mebel (Lo-Fi Version)”     | 3:04    |
| 3. | „Babyhands (Lo-Fi Version)”                | 3:15    |
| 4. | „Ciepło-Zimno (Lo-Fi Version)” (oraz Luna) | 3:12    |
| 5. | „Zabawa (Lo-Fi Version)”                   | 4:22    |
| 6. | „Do dna (Lo-Fi Version)”                   | 3:20    |
|    |                                            | 21:13   |

| Nr | Tytuł utworu                | Długość |
| -- | --------------------------- | ------- |
| 1. | „Babyhands (Remix)”         | 3:05    |
| 2. | „Babyhands (Lo-Fi Version)” | 3:15    |
| 3. | „Babyhands”                 | 3:05    |
|    |                             | 9:25    |

### Single
Jako główna artystka
| Rok                                                       | Tytuł                                                 | Najwyższe pozycje na listach | Najwyższe pozycje na listach | Najwyższe pozycje na listach | Najwyższe pozycje na listach | Najwyższe pozycje na listach | Najwyższe pozycje na listach | Certyfikat              | Sprzedaż        | Album               |
| Rok                                                       | Tytuł                                                 | Eska                         | Lublista                     | POL                          | POL                          | POL                          | CZE                          | Certyfikat              | Sprzedaż        | Album               |
| Rok                                                       | Tytuł                                                 | Eska                         | Lublista                     | Spotify                      | Apple Music                  | iTunes                       | iTunes                       | Certyfikat              | Sprzedaż        | Album               |
| --------------------------------------------------------- | ----------------------------------------------------- | ---------------------------- | ---------------------------- | ---------------------------- | ---------------------------- | ---------------------------- | ---------------------------- | ----------------------- | --------------- | ------------------- |
| 2018                                                      | „Motyl” (jako Yujol)                                  | –                            | –                            | –                            | –                            | –                            | –                            |                         |                 | –                   |
| 2018                                                      | „Weź mnie na plażę” (jako Yujol, gościnnie M u m i n) | –                            | –                            | –                            | –                            | –                            | –                            |                         |                 | –                   |
| 2018                                                      | „Laleczka z porcelany” (jako Yujol)                   | –                            | –                            | –                            | –                            | –                            | –                            |                         |                 | –                   |
| 2019                                                      | „21 warstw” (jako Yujol)                              | –                            | –                            | –                            | –                            | –                            | –                            |                         |                 | –                   |
| 2019                                                      | „Podpisano ja” (jako Yujol)                           | –                            | –                            | –                            | –                            | –                            | –                            |                         |                 | –                   |
| 2019                                                      | „Kompot” (jako Yujol)                                 | –                            | –                            | –                            | –                            | –                            | –                            |                         |                 | –                   |
| 2019                                                      | „Będzie dobrze” (jako Yujol)                          | –                            | –                            | –                            | –                            | –                            | –                            |                         |                 | –                   |
| 2020                                                      | „Na bulwarze” (jako Yujol)                            | –                            | –                            | –                            | –                            | –                            | –                            |                         |                 | –                   |
| 2020                                                      | „Miód”                                                | –                            | –                            | –                            | –                            | –                            | –                            |                         |                 | Candybar            |
| 2020                                                      | „Matka Polka”                                         | –                            | 1                            | –                            | –                            | 55                           | –                            |                         |                 | Candybar            |
| 2020                                                      | „Chewing Gum”                                         | –                            | –                            | 12                           | –                            | 84                           | –                            |                         |                 | Candybar            |
| 2020                                                      | „Tulaj”                                               | –                            | –                            | –                            | –                            | –                            | –                            |                         |                 | –                   |
| 2020                                                      | „Cotton Candy”                                        | –                            | –                            | –                            | –                            | –                            | –                            |                         |                 | Candybar (reedycja) |
| 2020                                                      | „Dystans” (oraz Refrit)                               | –                            | –                            | –                            | –                            | –                            | –                            |                         |                 | –                   |
| 2020                                                      | „Pan XYZ”                                             | –                            | –                            | –                            | –                            | –                            | –                            |                         |                 | –                   |
| 2020                                                      | „Dżinsy”                                              | –                            | –                            | –                            | –                            | 75                           | –                            |                         |                 | Cafe Mari           |
| 2021                                                      | „Zero Calorie Cookie”                                 | –                            | –                            | 27                           | 37                           | 18                           | 20                           | - POL: diamentowa płyta | - POL: 150 000+ | Cafe Mari           |
| 2021                                                      | „Papieros” (oraz Styku)                               | –                            | –                            | –                            | –                            | –                            | –                            |                         |                 | –                   |
| 2021                                                      | „Dzwoń” (Promyk)                                      | –                            | –                            | –                            | –                            | 31                           | –                            |                         |                 | –                   |
| 2021                                                      | „Tum tum tum”                                         | –                            | –                            | –                            | –                            | 25                           | –                            |                         |                 | –                   |
| 2021                                                      | „Walc (amen, papa)”                                   | –                            | –                            | –                            | –                            | 44                           | –                            |                         |                 | Babyhands           |
| 2021                                                      | „Haribo”                                              | –                            | –                            | –                            | –                            | 13                           | –                            |                         |                 | Babyhands           |
| 2021                                                      | „Pada”                                                | –                            | –                            | –                            | –                            | 35                           | –                            |                         |                 | –                   |
| 2022                                                      | „Do dna”                                              | –                            | –                            | –                            | –                            | –                            | –                            |                         |                 | Babyhands           |
| 2022                                                      | „Ciepło-Zimno” (oraz Luna)                            | –                            | –                            | –                            | –                            | –                            | –                            |                         |                 | Babyhands           |
| 2022                                                      | „Nieładnie”                                           | –                            | –                            | –                            | –                            | –                            | –                            |                         |                 | Babyhands           |
| 2022                                                      | „Welcome To My Party”                                 | –                            | –                            | –                            | –                            | –                            | –                            |                         |                 | Choc                |
| 2022                                                      | „Strawberry Sauce”                                    | –                            | –                            | –                            | –                            | –                            | –                            |                         |                 | Choc                |
| 2022                                                      | „Anon69”                                              | –                            | –                            | –                            | –                            | –                            | –                            |                         |                 | Choc                |
| 2022                                                      | „Hide and Sick” (oraz Zuza)                           | –                            | –                            | –                            | –                            | –                            | –                            |                         |                 | –                   |
| 2022                                                      | „Cztery pory roku” (wersja akustyczna)                | –                            | –                            | –                            | –                            | –                            | –                            |                         |                 | Choc                |
| 2022                                                      | „Rust”                                                | –                            | –                            | –                            | –                            | –                            | –                            |                         |                 | –                   |
| 2022                                                      | „Rdza”                                                | –                            | –                            | –                            | –                            | –                            | –                            |                         |                 | –                   |
| 2023                                                      | „Full-time”                                           | –                            | –                            | –                            | –                            | –                            | –                            |                         |                 | –                   |
| 2023                                                      | „Koci tarot”                                          | –                            | –                            | –                            | –                            | –                            | –                            |                         |                 | –                   |
| „–” oznacza, że singiel nie był notowany na danej liście. |                                                       |                              |                              |                              |                              |                              |                              |                         |                 |                     |

Jako artystka gościnna
| Rok  | Tytuł                                       | Album |
| ---- | ------------------------------------------- | ----- |
| 2019 | „Stay” (Madkid, gościnnie Marie jako Yujøl) | –     |

Single promocyjne
| Rok  | Tytuł                    | Album               |
| ---- | ------------------------ | ------------------- |
| 2020 | „Wata (Tik Tok Version)” | Candybar            |
| 2021 | „Igloo”                  | Cafe Mari           |
| 2021 | „Honey”                  | Candybar (reedycja) |

Inne notowane utwory
| Rok  | Tytuł                  | Najwyższe pozycje na listach | Album     |
| Rok  | Tytuł                  | POL                          | Album     |
| Rok  | Tytuł                  | iTunes                       | Album     |
| ---- | ---------------------- | ---------------------------- | --------- |
| 2021 | „Najpiękniejszy mebel” | 40                           | Babyhands |

### Teledyski
| Tytuł                                                                 | Rok                  | Reżyseria                         | Produkcja              | Źr.                  |
| Jako główna artystka                                                  | Jako główna artystka | Jako główna artystka              | Jako główna artystka   | Jako główna artystka |
| --------------------------------------------------------------------- | -------------------- | --------------------------------- | ---------------------- | -------------------- |
| „Amfetamina”                                                          | 2018                 | nieznani                          | nieznani               | [ 129 ]              |
| „Igloo”                                                               | 2018                 | Marie                             | Marie                  | [ 130 ]              |
| „Kompot”                                                              | 2018                 | Marie                             | Marie                  | [ 131 ]              |
| „Motyl” (Live)                                                        | 2018                 | Marie                             | Marie                  | [ 132 ]              |
| „Piąta pięć osiem”                                                    | 2018                 | Marie                             | Marie                  | [ 133 ]              |
| „Laleczka z porcelany”                                                | 2018                 | Marie                             | Marie                  | [ 134 ]              |
| „Weź mnie na plażę”                                                   | 2018                 | Marie                             | Marie                  | [ 135 ]              |
| „Akt trzydziesty października”                                        | 2018                 | Marie                             | Marie                  | [ 136 ]              |
| „Idę kolędować”                                                       | 2018                 | Marie                             | Marie                  | [ 137 ]              |
| „Będzie dobrze”                                                       | 2019                 | Przemysław Emski                  | Eye One Studio         | [ 40 ]               |
| „Kompot”                                                              | 2019                 | Marie                             | Marie                  | [ 41 ]               |
| „Tulaj”                                                               | 2019                 | Marie                             | Marie                  | [ 138 ]              |
| „0,7 na pół”                                                          | 2019                 | Marie                             | Marie                  | [ 139 ]              |
| „Miód”                                                                | 2020                 | Marie                             | Marie                  | [ 46 ]               |
| „Matka Polka”                                                         | 2020                 | Marie                             | Marie                  | [ 140 ]              |
| „#hot16challenge2”                                                    | 2020                 | Young Wojti                       | Marie                  | [ 141 ]              |
| „Chewing Gum”                                                         | 2020                 | Andżelika Jamróz                  | Marie                  | [ 142 ]              |
| „Wata”                                                                | 2020                 | Marie                             | Marie                  | [ 143 ]              |
| „Cotton Candy”                                                        | 2020                 | Marie                             | Marie                  | [ 144 ]              |
| „Pan XYZ”                                                             | 2020                 | Rafał Jałowiec, Wiktoria Kiełbasa | Bartłomiej Juśkiewicz  | [ 145 ]              |
| „Dżinsy”                                                              | 2020                 | Marie                             | Marie                  | [ 146 ]              |
| „Zero Calorie Cookie”                                                 | 2021                 | Filip Kotowicz                    | Alibi Studio           | [ 147 ]              |
| „Papieros”                                                            | 2021                 | Part x Hardrockate                | Part x Hardrockate     | [ 148 ]              |
| „Dzwoń”                                                               | 2021                 | Paweł „Sensi&” Poździk            | Paweł „Sensi&” Poździk | [ 15 ]               |
| „Tum tum tum”                                                         | 2021                 | Marie                             | Marie                  | [ 149 ]              |
| „Walc (amen, papa)”                                                   | 2021                 | Paweł Miśko                       | Paweł Miśko            | [ 150 ]              |
| „Haribo”                                                              | 2021                 | Alan Kępski                       | Alan Kępski            | [ 151 ]              |
| „Pada”                                                                | 2021                 | Marie, Marcin Grzęda              | Marie, Marcin Grzęda   | [ 80 ]               |
| „Do dna”                                                              | 2022                 | Marcin Grzęda                     | Marcin Grzęda          | [ 82 ]               |
| „Ciepło-Zimno”                                                        | 2022                 | Marcin Grzęda                     | Marcin Grzęda          | [ 152 ]              |
| „Babyhands”                                                           | 2022                 | Marcin Grzęda                     | Marcin Grzęda          | [ 153 ]              |
| „Welcome To My Party”                                                 | 2022                 | Marcin Grzęda                     | Marcin Grzęda          | [ 154 ]              |
| „Strawberry Sauce”                                                    | 2022                 | Marcin Grzęda                     | Marcin Grzęda          | [ 155 ]              |
| „Anon69”                                                              | 2022                 | Marcin Grzęda                     | Marcin Grzęda          | [ 156 ]              |
| „Cztery pory roku” (Vertical)                                         | 2022                 | Marcin Grzęda                     | Marcin Grzęda          | [ 157 ]              |
| „Cztery pory roku” (Wersja z Wami)                                    | 2022                 | Marcin Grzęda                     | Marcin Grzęda          | [ 158 ]              |
| „Hide and Sick”                                                       | 2022                 | Marcin Grzęda                     | Marcin Grzęda          | [ 159 ]              |
| „Rdza”                                                                | 2022                 | Marcin Grzęda                     | Marcin Grzęda          | [ 160 ]              |
| Gościnnie                                                             |                      |                                   |                        |                      |
| „Movie rodzicom, że dziś u kumpeli śpi” (Adi Nowak, gościnnie: Marie) | 2021                 | Kacper Dudziak                    | Kacper Dudziak         | [ 161 ]              |

## Trasy koncertowe
| Rok  | Nazwa         | Okres trwania             | Miasta                                              | Album | Źr.    |
| ---- | ------------- | ------------------------- | --------------------------------------------------- | ----- | ------ |
| 2023 | Handmade Tour | 13 maja – 15 czerwca 2023 | Katowice, Wrocław, Poznań, Kraków, Warszawa, Gdańsk | TBA   | [ 91 ] |

## Nagrody i nominacje
| Rok  | Konkurs | Kategoria | Tytułem     | Rezultat |
| ---- | --- | --------- | ----------- | -------- |
| 2020 | Grant Związku „Cyfrowa Polska”                                                                               | N/A       | całokształt | Wygrana  |
| 2020 | Nagrody Gminy Bychawa za osiągnięcia w dziedzinie twórczości artystycznej, upowszechniania i ochrony kultury | N/A       | całokształt | Wygrana  |